# Slavko Kvaternik
Slavko Kvaternik (25 de agosto de 1878 - 7 de junho de 1947) foi um dos fundadores do movimento Ustaše e uma das pessoas mais diretamente responsáveis pelo Holocausto no Estado Independente da Croácia. Kvaternik era comandante militar croata e ministro das Domobranstvo (Forças Armadas). Em 10 de abril de 1941, declarou a criação do Estado Independente da Croácia.
Kvaternik era um oficial no Exército Austro-Húngaro e esteva envolvido na Primeira Guerra Mundial. Após o colapso da Áustria-Hungria, ele se juntou ao Conselho Nacional de Estado de Eslovenos, Croatas e Sérvios e tornou-se Chefe do Estado-Maior do não reconhecido Estado dos Eslovenos, Croatas e Sérvios. Como tal, ele defendeu a região de Međimurje contra os húngaros. Mais tarde, ele transferiu para o Exército Real Iugoslavo e permaneceu lá até 1921.
Em 1929, ele foi um dos fundadores do Movimento Revolucionário Ustaša-Croata na Itália. Depois que a Alemanha invadiu a Iugoslávia em março de 1941, declarou a criação do Estado Independente da Croácia em 10 de abril de 1941 com o apoio do Eixo. No Estado recém-criado, ele se tornou o Ministro das Forças Armadas e, em 1943, ele se aposentou. 